# Sonny Weishaupt
Sonny Weishaupt (Aschaffenburg, 11 luglio 1992) è un ex giocatore di football americano tedesco che ha giocato come quarterback.

## Palmarès
- 1 German Bowl (2019)